# ویلینگ، شهرستان کارول، ایندیانا
ویلینگ (به انگلیسی: Wheeling) یک منطقهٔ مسکونی در ایالات متحده آمریکا است که در شهرستان کرول، ایندیانا واقع شده‌است. ویلینگ ۲۲۵٫۸۶ متر بالاتر از سطح دریا واقع شده‌است.